# Scheherazade and Other Stories
Scheherazade and Other Stories es el sexto álbum de la banda de rock progresivo británica Renaissance, lanzado en 1975.
El disco contiene "Song of Scheherazade", la canción más larga que ha compuesto el grupo hasta el momento, con una duración de poco más de 24 minutos. La canción, si bien no está basada en la composición Scheherazade del compositor ruso Nikolai Rimski-Kórsakov sí tiene un breve motivo recurrente que alude a dicha obra.

## Lista de canciones
1. "Trip to the Fair"   (10:50) 
2. "The Vultures Fly High"   (3:07)
3. "Ocean Gypsy"   (7:06)
4. "Song of Scheherazade"   (24:38)

## Integrantes
- Annie Haslam - voz principal y coros
- Michael Dunford - guitarra acústica
- John Tout - teclados y coros
- Jon Camp - bajo eléctrico, voz y coros
- Terence Sullivan - batería, percusiones y coros

Músicos invitados:
- Tony Cox - arreglos orquestales
- London Symphony Orchestra - orquestaciones

Letras:
- Betty Thatcher